# Deng Liqun
Deng Liqun, född 27 november 1915, död 10 februari 2015, var en ledande kinesisk kommunistisk politiker och ideolog. 
Deng föddes i en rik familj i Hunan-provinsen och hans far hade tagit examen i det kejserliga examensväsendet. Deng började studera ekomnomi vid Pekings universitet 1935, men följande år begav han sig till kommunisternas basområde i Yan'an i Shaanxi-provinsen, där han gick med i Kinas kommunistiska parti.
Efter kommunisternas maktövertagande arbetade han under flera ledande kommunistiska statsmän, som Liu Shaoqi, Chen Yun, Li Xiannian och Wang Zhen.
När Deng Xiaoping inledde sin ekonomiska reformpolitik under 1980-talet framträdde Deng Liqun som en av de främsta kritikerna mot Deng Xiaopings skyddslingar, generalsekreterare Hu Yaobang och premiärministern Zhao Ziyang. Deng Liqun var också en drivande kraft bakom Kampanjen mot andlig förorening, som hade Hu och Zhao som främsta måltavlor.
Efter massakern på Himmelska fridens torg 1989 framträdde Deng en kort tid som en ledande konservativ kraft, men tvingades träda tillbaka från sin ledande roll 1992. Han fortsatte dock att verka bakom kulisserna och riktade häftig kritik mot premiärminister Zhu Rongjis ekonomiska reformer och president Jiang Zemins teori om De tre representationerna.